# Bryggja
Bryggja – wieś w zachodniej Norwegii, w okręgu Sogn og Fjordane, w gminie Vågsøy. Wieś leży na północnym brzegu fiordu Nordfjord, przy norweskiej drodze krajowej nr 15. Bryggja znajduje się 2 km na wschód od miejscowości Totland i około 22 km na wschód od centrum administracyjnego gminy – Måløy.
W dawnych czasach wieś była ważnym centrum handlowym i węzłem komunikacyjnym, a także wraz z okolicznymi wioskami głównym ośrodkiem rolnictwa w gminie Vågsøy. Przy długim wybrzeżu i osłoniętych portach wieś jest idealnym miejscem do żeglugi. Bryggja jest również miejscem narodzin znanego aktora i skrzypka Alfreda Maurstada.
Wieś do roku 1964 należała do gminy Davik.
W 2013 roku w miejscowości mieszkało 333 osoby.